# Fritz Kaftanski
Fritz Kaftanski (Essen, 18 novembre 1899 – Tours, 9 marzo 1988) è stato un inventore e imprenditore francese.

## Biografia
Figlio di Giulio e Julie Kaftanski di origini ebree nasce ad Essen, nella Ruhr in Germania. 
Durante la prima guerra mondiale visse a Berlino, dove lavorò presso la componente aerea della Deutsches Heer, con il compito di analizzare le foto della ricognizione aerea. 
Il 21 febbraio 1927 sposa a Berlino Sybille Esser. Nel novembre 1927 inizia a produrre fotocamere, con l'aiuto economico del suocero, fondando la Fotofex Kameras.
Nel 1939 fugge dalla Germania nazista e si sposta in Cecoslovacchia, dove si faceva chiamare Fritz, quindi Friedrich e infine Frédérick quando definitivamente si trasferì in Francia. 
Non si hanno notizie successive al 1970, certamente non morì a Parigi, forse si trasferì con la moglie a Tours, dove morì il 9 marzo 1988. Secondo un'altra fonte moriì a Parigi nel 1970.
Egli fu inventore di molti importanti dispositivi fotografici per la storia della fotografia; anticipò, infatti, molti degli aspetti della fotografia.
Creò, nella sua lunga carriera imprenditoriale nei paesi in cui soggiornò, molte aziende con diversi nomi:
- Fotofex Kameras, Berlino 1927
- SIDA GmbH, Berlino 1934
- SIDA-FEX, Praga  1937
- FEX-INDO, Lione 1938
- Kafta, Parigi 1945
- Ets. Tiranty, Parigi 1952
- S.E.C.A.M. (Société d'Etude de Construction Mécanique) Parigi 1958, già (Société Nouvelle d'Optique Photographique) S.N.O.P.. Questa azienda produsse la Stylophot, brevettata con un brevetto depositato il 24 gennaio 1955; essa consisteva in una fotocamera subminiatura a forma di penna stilografica.

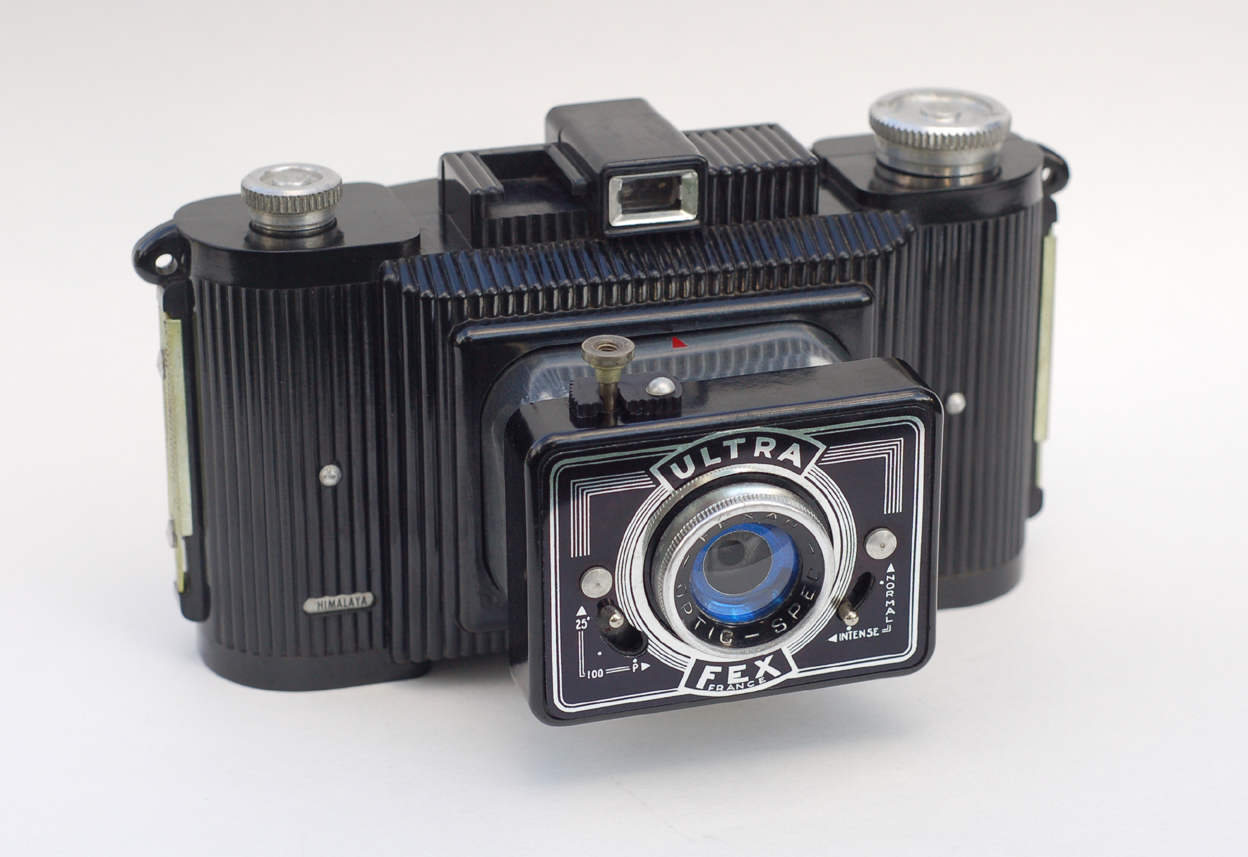
Ultra Fex 1956 "Himalaya" della Fex-Indo